# The Day That Is
The Day That Is ist ein Jazzalbum von Thomas Heberer. Die am 6. Januar 2021 im Samurai Hotel Studio in Astoria (Queens) entstandenen Aufnahmen erschienen am 22. Oktober 2021 auf Sunnyside Records.

## Hintergrund
Der Trompeter Thomas Heberer, der seit 2008 in New York lebt, nutzte die Gelegenheit des Lockdowns infolge der COVID-19-Pandemie in den Vereinigten Staaten, während der er in seinem Haus in New York City abgesondert war, um die Musik seines Albums The Day That Is zu komponieren und die Aufnahmen zu koordinieren. So plante Heberer, dass er bei seinem neuen Projekt für ein Quartett, bestehend aus zwei Bläsern und einer Rhythmusgruppe aus Bass und Schlagzeug, zu einer Ensemblegröße zurückzukehren wollte, die er in den 1990er-Jahren mit der Gruppe Tome XX (mit Dirk Raulf, Fritz Wittek, Tim Wells) kennengelernt hatte. Mit dem Schlagzeuger Michael Sarin war Heberer an der Fakultät des Maine Jazz Camp regelmäßig zusammen aufgetreten; den Bassisten John Hébert lernte Heberer als Mitglied des Nonetts von Angelica Sanchez kennen. Dieses Trio kam dann vor der Pandemie für einige Sessions und eine Reihe von Live-Auftritten zusammen. Für die zweite Bläserstimme entschied der Trompeter, sich an die deutsche Kollegin und Saxophonistin Ingrid Laubrock zu wenden. Im Dezember 2020 kam das Quartett zum ersten Mal zusammen, um in den Michiko-Probestudios in der verlassenen New Yorker Midtown zu proben. Die Aufnahmen entstanden darauf am 6. Januar 2021 im Aufnahmestudio des Samurai Hotel Studios, ohne etwas von den zeitgleich stattfindenden Ereignissen zu ahnen, die sich in Washington, DC, abspielten. 
Das Programm beginnt mit dem Titeltrack, einer komprimierten 6-taktigen Komposition, die eine mehrdeutige Tonalität nutzt, um den Improvisationen zu erlauben, sich in jede Richtung zu bewegen. „Seconds First“ ist von den kompositorischen Ideen von Andrew Hill inspiriert; das treibende Stück „Caro Pook“ ist nach Heberers Freundin, der deutschen Geigerin und Komponistin Carolin Pook, benannt. „Closing the Gap“ ist ein kurzes Zwischenspiel, inspiriert von der binären musikalischen Welt von Steve Lacy. Dem 2013 verstorbenen Freund Peter Metag gewidmet ist „Jimi Metag“; dieser hatte Heberer nach dem Mauerfall in die DDR eingeladen. „One for Roy“ wurde von Heberer vor der Pandemie für die Nu Band für den Trompeter Roy Campbell geschrieben, dessen Platz Heberer übernahm, nachdem dieser 2014 gestorben war. Das Stück teilt das Ensemble in zwei Teile, Saxophon mit Trompete und Bass mit Schlagzeug, mit zwei unabhängigen Partituren, die es der Musik ermöglichen, sich in ihrem eigenen Tempo zu überlagern. „Mapping the Distance“ baut auf einem symmetrischen Ostinato auf und ist ein Vehikel für Soli von Sarin und Laubrock. Das Programm endet mit „The Sky Above“, einer Coda, die in einem an Bill Evans erinnernden Stil geschrieben ist.

## Titelliste

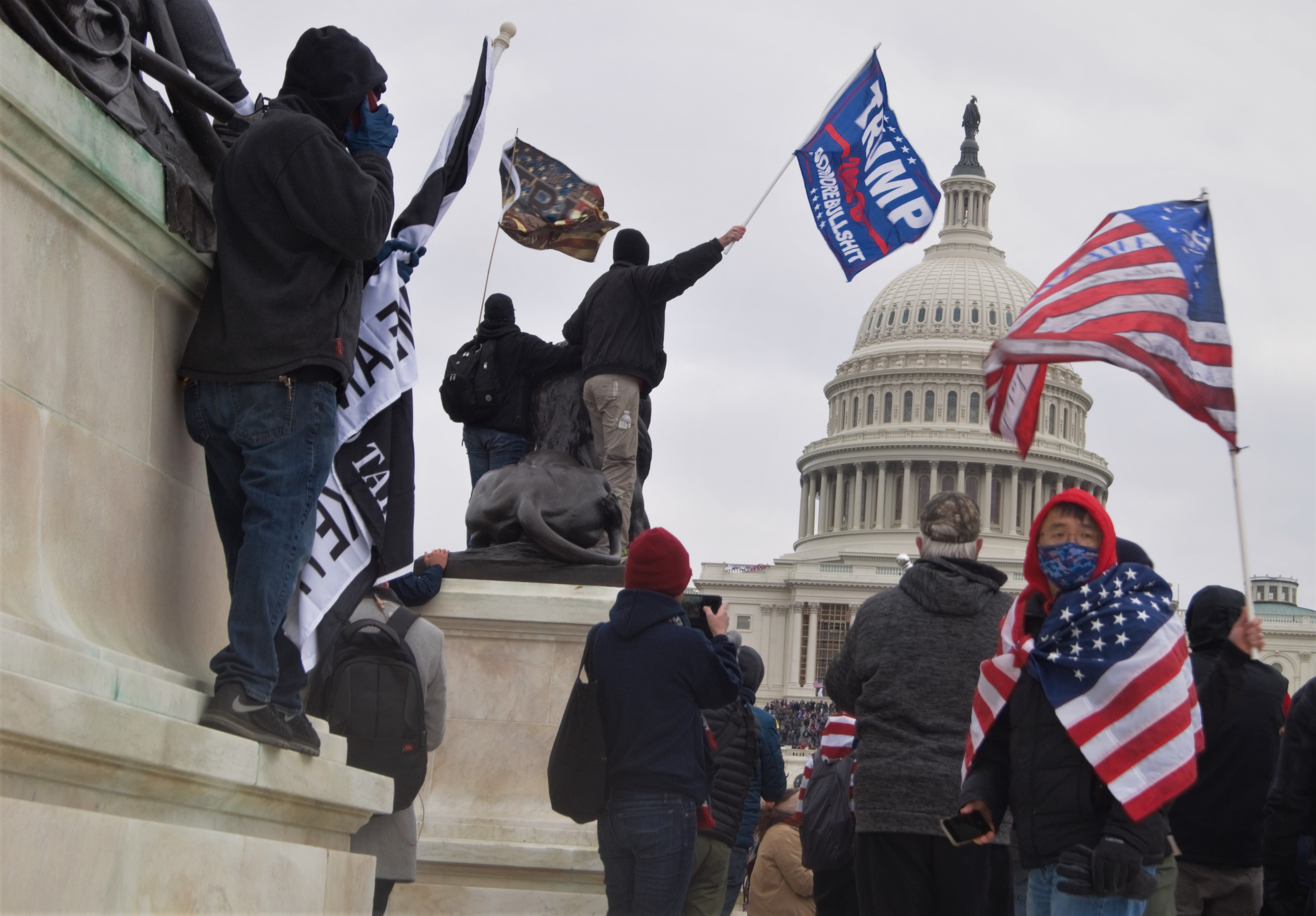
Die Aufnahmen fanden während des gewaltsamen Angriffs von Anhängern des damals noch amtierenden, aber bereits abgewählten US-Präsidenten Donald Trump auf den Kongress der Vereinigten Staaten statt.

- Thomas Heberer: The Day That Is (Sunnyside SSC 1637)[1]

1. The Day That Is 4:14
2. Erg Chebbi 5:16
3. Seconds First 3:33
4. Caro Pook 3:47
5. Then There Were Three 4:00
6. The Sleeping Bag Unfolds 3:33
7. Closing the Gap 1:56
8. Jimi Metag 4:33
9. One for Roy 6:07
10. Mapping the Distance 5:00
11. The Sky Above 1:09

Die Kompositionen stammen von Thomas Heberer.

## Rezeption
Martin Laurentius schrieb in Jazz thing, die Improvisationsmusik auf dem Album klinge so frei und ungebunden, wie sie von den vier Musikern gespielt wird, auch wenn Heberer die Stücke eben nicht nur skizziert, sondern richtig auskomponiert habe. Das ermögliche es ihnen überhaupt erst, die Ungebundenheit und Freiheit in der gemeinsamen Improvisation zu entdecken, weil das Material mal harmonisch mehrdeutig eingerahmt, mal auf einen polyrhythmischen Boden gestellt oder aus mehreren unabhängigen Formteilen zusammengesetzt wurde.
Auch wenn dieses Album nicht die Politik auf dem Ärmel trage, liefere doch die gut geölte Mechanik ihrer Kompositionen, das kollegiale Zusammenspiel des Ensembles und die inklusive Ästhetik der Musik reichlich Argumente, um keinen Moment von den schlimmsten Seiten [politischer Ereignisse] bestimmen zu lassen, schrieb Bill Meyer im Down Beat. Man merke, dass Heberer sich in seiner [unfreiwilligen] Freizeit auch um seine Spieltechnik gekümmert habe; so bewältige er die hohen Töne mit untrüglicher Genauigkeit und flüssiger Anmut, und er wende seine Zirkularatmung so diskret an, dass man nicht einmal bemerken werde, wie lang seine Strophen sind und wie gut sie klingen. John Hébert und Michael Sarin seien dabei großartige Partner. „The Day That Is“ gehe weit in Richtung der Erlösung [von den politischen Ereignissen] des Tages, an dem die Aufnahmen gemacht wurden.